# Beebe
Beebe är en stad i White County, Arkansas, USA. Befolkningen var 4 930 vid folkräkningen 2000, vilket gjorde det till countyts näst folkrikaste stad efter Searcy. Mike Robertson är nuvarande borgmästare. I staden finns ett campus till det i Jonesboro baserade Arkansas State University. Staden fick sitt namn efter Roswell Beebe, som var en järnvägschef som var ansvarig för det järnvägsspår som idag går genom staden.
I början av januari 2011 började mer än 3 000 rödvingetrupialer falla ner döda över staden. De som är ansvariga för viltvården i Arkansas fick de första rapporterna före midnatt 31 december 2010. Vidare undersökningar visade att fåglarna föll över ett område med arean en kvadratmile, utan en enda död fågel utanför zonen. Fåglarna visade tecken på fysiskt trauma, vilket fick en ornitolog i Arkansas att spekulera i att fåglarna kan ha dödats av en blixt, hagel på hög höjd eller möjligtvis även fyrverkerier. Den 5 januari bekräftade Arkansas Game and Fish Commission att incidenten orsakats av en invånare som skjutit raketer vilket fick fåglarna att flyga blint omkring. Det förklarar dock inte den samtidiga döden av 100 000 fiskar i norra Arkansas, eller liknande fågeldödsincidenter i Louisiana och Sverige.